# Per Vers
Per Uldal, bedre kendt under kunstnernavnet Per Vers eller blot Per V, (født 14. februar 1976 i Gram i Danmark) er en dansk rapkunstner, forfatter og performer. Ud over sin solokarriere har Per Vers været en del af gruppen Sund Fornuft ligesom han, sammen med Per Helge Sørensen og Peter Dyreborg, medvirker i teaterforestillingen Det Store Skuffejern. Senest har Per Vers deltaget i DR's programserie Rejsende i Dansk sammen med Niels Hausgaard.
Per Vers var den første vinder af MC's Fight Night, en freestyle-rap-battle-turnering efter sejre i 2000 og 2001. Han trak sig ubesejret tilbage, men har senere fungeret som dommer i samme konkurrence. Ifølge eget udsagn gav de to titler nogle muligheder, ”hvilket var med til at etablere mig som et navn”.
Per Vers er ikke længere aktiv som battlerapper, men optræder stadig som freestyler, dog ”på mere kreativ facon”, hvor han modtager inputs fra publikum, som der rappes over. Per Vers har forfattet den danske version af bogen Sov nu, for satan.

## Musikkarriere

### Tidlig karriere 1991-1992
Per Vers første optræden var i 1991 hvor han stillede op til Årets Rapper. Han kvalificerede sig til Jyllandsfinalen. I 1993 stillede han op igen, dog uden at have skrevet tekster hjemmefra. Et karakteristikum, der var fælles for alle otte finalister. Per Vers kom til finalen, hvor han vandt over MC Clemens og den nu afdøde Preacherman. Grundstenen for battlerap var lagt, blandt andet ved en lang beef (kontrovers) mellem Per Vers og MC Clemens.

### Sund Fornuft 1993 - 2002
I 1993 dannede Per Vers gruppen Sund Fornuft sammen med DJ’en Møller og produceren Langemand. Deres første nummer, Det hele er til højre, udkom i 1994. Efter to pladeudgivelser og et enkelt singlehit, Zen midt i centrum, stoppede gruppen.

### Solokarriere
I 2005 udgav Per Vers sit første soloalbum Vers 1.0, som indeholdt singlen Black Power, en hyldest til sort kaffe. Singlen blev blandt andet udvalgt til ugens uundgåelige på P3. Per Vers turnerede efterfølgende med pladen med et bandt bestående af DJ Noize, Nappion og Luco.
Per Vers' andet soloalbum, EGO, udkom i 2011. På turneén bestod bandet denne gang af DJ Static, Nappion og Ayoe. Albummet blev godt modtaget i pressen med blandt andet 5/6 stjerner i Gaffa. Albummet blev nomineret til en Danish Music Award. og fire priser til Årets Steppeulv - herunder årets tekstforfatter
Det tredje soloalbum, DNA, kom i 2014. Samme år vandt han Modersmåls-Prisen.
I 2015 udsendte Per Vers albummet TÆT.

#### Mixtapes
I perioden mellem Sund Fornuft og Per Vers' første soloalbum bestod hans udgivelser primært af mixtapes, indeholdende Per Vers' gæsteoptrædener. Således var Per Vers' første egenudgivelse et mixtape. Per Vers har selv udtalt, at det var en måde at få noget produceret og udgivet på, eftersom hans personlige forventninger gjorde en albumudgivelse til en langsommelig proces.

#### Kinski
Rap/spoken word-gruppen Kinski, opkaldt efter den tyske skuespiller Klaus Kinski, blev dannet i 2008 og består af Per Vers, Turkman Souljah og Oliver Ravn. Gruppens debutalbum "Vi Taler dansk" udkom i 2009 som gratis digital download og på vinyl. Albummet blev udgivet på Per Vers' eget pladeselskab, Mixed Ape Music.

#### Rødder
I 2014 udkom Rødder. Idémændene bag projektet var Per Vers og Claus Nivaa. Projektets formål var at introducere klassisk lyrik i en moderne form. På Rødder har 10 danske rappere fortolket danske digte. Sammen med pladen er der udgivet undervisningsmateriale til brug i danskundervisningen.

#### Freestyleshow
Sideløbende med sin solokarriere har Per Vers optrådt med freestyle-rap. Både solo og sammen med hans makker fra Kinski, Oliver Ravn. Per Vers har blandt andet optrådt med freestyle til Dronning Margrethes 75 års fødselsdag.

## Diskografi

### Per V's udgivelser med Sund Fornuft
- LP Consent To Savage – compilation (1994) nummeret "Det Hele Er Til Højre"
- CD/LP Drop Dead: HipHop til folket – compilation (1996) nummeret "YEAH"
- CD-maxi YEAH (1997)
- CD/LP Så Sundt Som Det Er Sagt (1997)
- CD-maxi Men Måske I Morgen (1997)
- CD DM i Dansk Rap 99 – compilation (1999) nummeret "Tre Mand Høj"
- CD-maxi Zen Midt I Centrum (2001)
- CD/LP Super Formula (2001)
- CD-maxi Syndebuk (2002)
- CD Dansk Rap 1988-2003 – compilation (2003) nummeret "Zen Midt I Centrum"

### Per V's egne albumudgivelser
- Vers 1.0 (2005)
- Ego (2011)
- Live @ Roskilde DVD (2012)
- DNA (2014)
- TÆT (2015)
- Langt Ude I Nutiden (2016)
- Knust Kunst (2018)
- Tåkrummer (2019) (kun vinyl, ikke stream)
- Hovedspræng (2020)
- 45 Omdrejninger (2021)
- Sidste Omgang (med Benny Andersen) (2022)

### Mixtapes
- CD mixtape: Nul. Zero. Ingenting (2003)
- CD mixtape: Interim (2004)
- CD mixtape: Freestyle Freakshow (2004)
- CD mixtape: Re:Vers (2005)
- CD mixtape: Retro Respekt (2007)
- CD mixtape: Vers 64.0 (A Two Player Game) feat DJ Noize (2007)
- CD mixtape: Smells Like Team Spirit (2007) (Kan downloades her: http://per.tv/teamspirit1/ Arkiveret 7. marts 2013 hos  Wayback Machine)
- Free Download EP: Og de nominerede er... (2008) (Kan downloades her: http://per.tv/grammy/ (Webside+ikke+længere+tilgængelig))
- CD mixtape: Mokka Mix (2009)
- 3xCD mixtape (inkl. DVD): 10+20+30 (2010)
- Free Download Mixtape: Smells Like Team Spirit 2 (2011) (Kan downloades her: http://per.tv/teamspirit2/ (Webside+ikke+længere+tilgængelig))
- Free Download Mixtape: Making Monkey Music Is A Must (2013) (Kan downloades her: http://per.tv/monkeymusic/ Arkiveret 1. juli 2013 hos  Wayback Machine)
- Free Download Mixtape: Smells Like Team Spirit 3 (2013) (Kan downloades her: http://per.tv/teamspirit3/ (Webside+ikke+længere+tilgængelig))